# Броварський алюмінієвий завод (BRAZ)
Броварський алюмінієвий завод (торгова марка BRAZ) — українське підприємство замкненого циклу з виробництва алюмінієвих виробів, яке входить до складу груп компаній ALUMETA Group. Компанію засновано в 1979 році. Вона співпрацює більше, ніж з 30 країнами світу. Власником являється Сергій Валентинович Шапран
BRAZ виготовляє велику кількість продукції з алюмінію: різноманітні алюмінієві електротехнічні профілі, профілі для декоративних робіт та для світлопрозорих конструкцій, для натяжної стелі, спеціалізовані профілі, меблеві та інші види профілів, а також алюмінієві труби, прути та інші алюмінієві вироби.

## Історія
Броварський алюмінієвий завод був заснований 1979 року, як перше підприємство з виготовлення алюмінієвого профілю в Україні. У 1980-і роки завод став єдиним на території України підприємством, яке запровадило технологію виробництва профілів в умовах повного циклу з використанням безвідходних технологій. Уже тоді, завдяки високій якості продукції, до 70 % алюмінієвих виробів реалізовувалися в Білорусії, країнах Балтії, Росії та Молдові.
У травні 2011 підприємство стає частиною групи компаній ALUMETA і на базі заводу створено нову компанію — ТОВ «Броварський алюмінієвий завод». За півтора року команді вдалося запустити в цілодобову роботу інструментальний, ливарний, пресовий, гальванічний та малярний цехи. Це дало можливість випускати алюмінієвий профіль, будівельні алюмінієві конструкції, лити заготовки різних діаметрів, наносити гальванозахисне покриття, виготовляти товари широкого вжитку. Після успішної модернізації виробництва групою компаній ALUMETA і, завдяки успішному менеджменту, асортимент продукції, що виробляється безперервно збільшується і становить вже понад 8124 найменувань алюмінієвого профілю різного напрямку і конфігурацій. Завод працює цілодобово і успішно експортує свою продукцію в країни Європи і Близького Сходу.
Нині (стан: 2021) ТОВ «Броварський алюмінієвий завод» продовжує залишатися лідером в галузі виробництва алюмінієвих профілів в Україні, постійно впроваджуючи нові технології, інвестуючи в нове обладнання, використовуючи сучасну систему менеджменту і строго дотримуючись міжнародних стандартів якості.

## Особливості

#### Повний цикл виробництва
BRAZ відомий повним виробничим циклом від лиття до виробництва готових деталей з алюмінію (22 000 тонн щороку), які відповідають всім українським та міжнародним стандартам і сертифікатам якості ISO, CE, Din, Reach ROHS.
Перевагами заводу є постійний розвиток і впровадження новітніх технологій, наявність висококваліфікованих фахівців з міжнародним досвідом і використання сучасного обладнання.

#### Інноваційні проекти
Компанія BRAZ щорічно виробляє понад 2 000 тонн конструкційних елементів для альтернативних джерел енергії — сонячних батарей. Підприємство неодноразово ставало переможцем тендерів на участь в масштабних міжнародних проектах в цій області.
Термін окупності сонячних батарей з використанням алюмінієвого профілю набагато коротше, ніж з інших матеріалів і становить максимум 7 років, після чого їх власник забезпечений безкоштовною тепловою енергією назавжди. Це робить продукцію BRAZ затребуваною при створенні масштабних енергоефективних проектів в області сонячної енергетики.

#### Сертифікація
Алюмінієва продукція проходить постійний контроль і відповідає всім українським, а також міжнародним стандартам якості і безпеки. Продукція заводу сертифікована (ISO — ISO 9001: 2009, ISO 9001: 2008, ISO 9001: 2015(діє до 2019 р.), РЄ — Регламент 305/2011 / EU, DIN) та відповідає всім вимогам REACH RoHs.